# Trolejbusová doprava v Oděse
Také v Oděse, třetím největším ukrajinském městě, je v provozu trolejbusová doprava.
Trolejbusy v Oděse vyjely poprvé do ulic 7. listopadu 1945, přestože první trať byla postavena již v roce 1941 (také byly zakoupeny vozy). Ale kvůli vypuknutí druhé světové války v tehdejším Sovětském svazu nebyla doprava na této lince zahájena. V současnosti zajišťuje provoz na 12 linkách přibližně 100 vozidel denně.